# Droga krajowa 3
Die Droga krajowa 3 (kurz DK3, polnisch für ‚Nationalstraße 3‘ bzw. ‚Landesstraße 3‘) ist eine Landesstraße in Polen. Sie führt derzeit auf vier Abschnitten von Świnoujście (Swinemünde) bis zur tschechischen Grenze bei Jakuszyce und stellt eine wichtige Nord-Süd-Achse im polnischen Straßenverkehr dar. Die Gesamtlänge beträgt 107 Kilometer. Der erste Abschnitt von Świnoujście bis Troszyn ist 33 km, und der dritte von Bolków bis Jakuszyce 63 km lang. In ihrer ursprünglichen Streckenführung als durchgehende Nord-Süd-Achse wurde die Landesstraße inzwischen auf einigen Abschnitten durch die Schnellstraße S3 ersetzt. Nach der Fertigstellung der Schnellstraße wird sie aus dem Straßennetz verschwinden.

## Geschichte
Die Landesstraße folgt von Świnoujście bis Goleniów der ehemaligen Reichsstraße 111, die ihren Ausgangspunkt in Gützkow (südlich von Greifswald) hatte und über die Insel Usedom nach Swinemünde und weiter bis nach Gollnow führte. Zwischen Buchholz/Hohenkrug bei Stettin (heute Szczecin-Płonia/Struga) über Pyritz (Pyrzyce) bis Rehnitz (Renice) bei Soldin (Myślibórz) verlief die Straße auf der Trasse der ehemaligen Reichsstraße 112, die dann nach Küstrin (Kostrzyn nad Odrą), Frankfurt (Oder) und Forst (Lausitz) führte.
Mit der Neuordnung des polnischen Straßennetzes 1985 wurde die Landesstraße aus den bisherigen Staatsstraßen T16 (Abschnitt Świnoujście–Goleniów–Szczecin), E14 (Abschnitte Szczecin–Gorzów Wlkp.–Międzyrzecz–Zielona Góra–Nowa Sól und Jelenia Góra–Jakuszyce) und 42 (Abschnitt Polkowice–Lubin) zusammengesetzt. Mit der Realisierung der weitestgehend parallel zur Landesstraße verlaufenden Schnellstraße S3 wurde die alte Streckenführung der Landesstraße zu Gemeindestraßen abgestuft. Dies geschah 2006/2007 in Gorzów Wlkp. bzw. Międzyrzecz, 2011 zwischen Szczecin und Gorzów Wlkp., 2012 zwischen Troszyn und Ostromice, 2013 zwischen Międzyrzecz und Sulechów und 2014 zwischen Gorzów Wlkp. und Międzyrzecz. Einige Abschnitte der zukünftigen S3 werden derzeit als Landesstraße 3 bezeichnet. Dies trifft auf die Umgehungen von Międzyzdroje, Wolin und Międzyrzecz zu sowie teilweise auf die zweistreifige Trasse zwischen Zielona Góra und Nowa Sól, die nach dem Zubau einer zweiten Fahrbahn zur Schnellstraße umgewidmet werden soll.

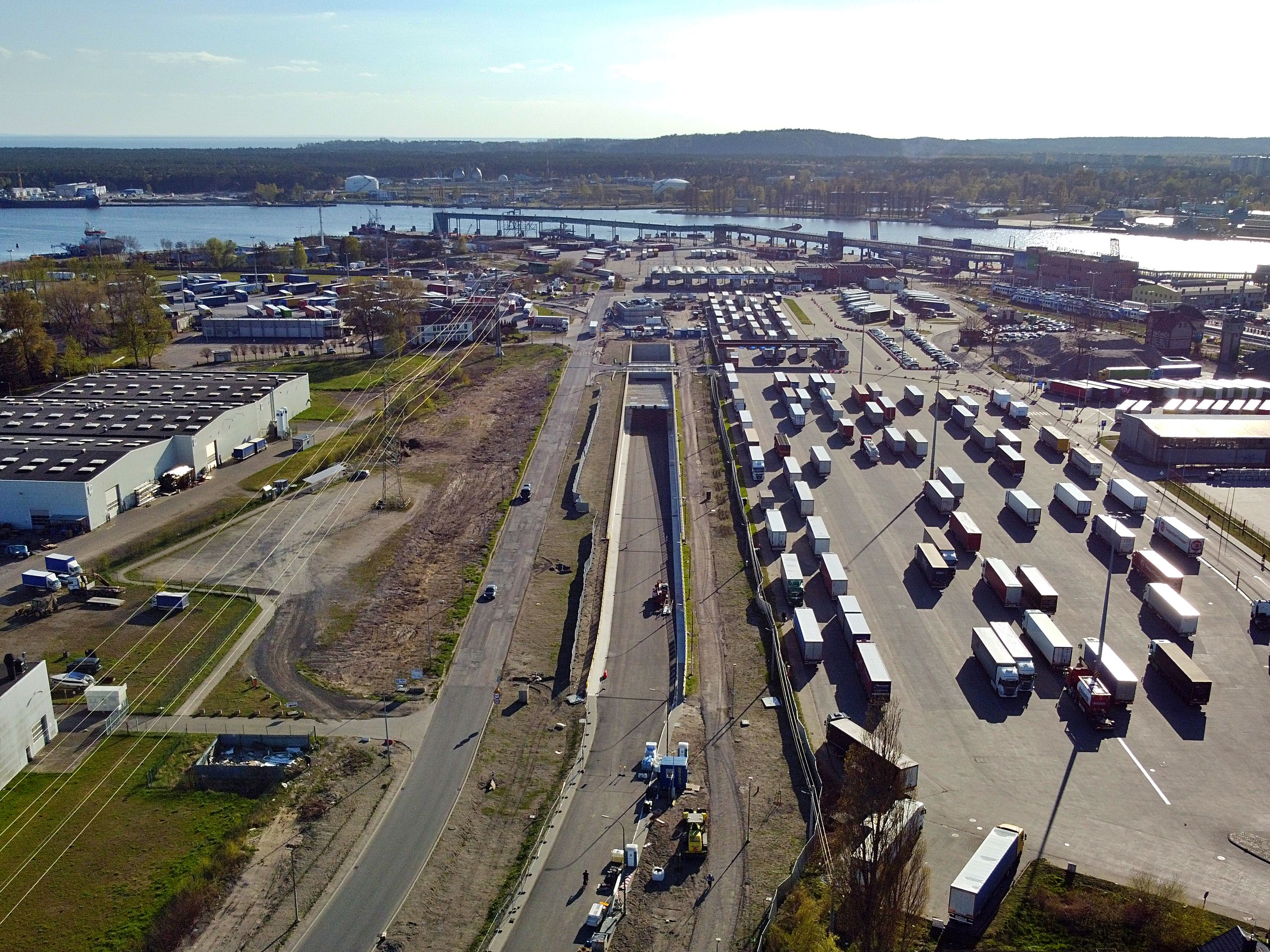
Swinetunnel, Zufahrt auf Wolliner Seite

Der zweispurige Swinetunnel, der die Usedomer mit der Wolliner Seite von Świnoujście verbindet, wurde am 30. Juni 2023 eröffnet.

## Verkehrssicherheit

Zeichen für einen „Schwarzen Punkt“

Die Straße hat zwei Schwarze Punkte (poln.: czarne punkty; singular czarny punkt). Dies sind Stellen, an denen es besonders häufig zu Unfällen kommt. Sie befinden sich bei Szczecin und bei Otyń. Die Aufstellung der Schwarzen Punkte begann 1998. Bereits ab 2003 wurden aufgrund mangelnder Aufmerksamkeit der Fahrer keine neuen Schilder mehr aufgestellt. Im Gegensatz dazu wurde das Programm Drogi Zaufania („Vertrauensstraßen“) von der GDDKiA ausgearbeitet. Im Rahmen dieses Programmes erfolgten ab 2008 auf Stellen mit erhöhter Unfallgefahr entlang der Landesstraße verschiedene Maßnahmen zur Verkehrssicherheit. Geplant sind der Umbau von Kreuzungen und Fußgängerüberwegen, der Bau von Gehwegen und Schutzplanken.

## Ausbauzustand
Der Ausbauzustand der Landesstraße 3 gliedert sich wie folgt:
| Abschnitt                        | Streifen | Trennstreifen |
| -------------------------------- | -------- | ------------- |
| Świnoujście – Troszyn            | 2        | nein          |
| Bolków – Jelenia Góra            | 2        | nein          |
| Stadtgebiet Jelenia Góra         | 4        | ja            |
| Jelenia Góra – Jakuszyce (PL/CZ) | 2        | nein          |

## Wichtige Ortschaften entlang der Strecke
- Świnoujście
- Wolin
- Bolków
- Jelenia Góra
- Jakuszyce